# Amphoe Mueang Chaiyaphum
Amphoe Mueang Chaiyaphum (Thai อำเภอเมืองชัยภูมิ) ist ein Landkreis (Amphoe – Verwaltungs-Distrikt) im Süden der Provinz Chaiyaphum. Die Provinz Chaiyaphum liegt im Westen der Nordostregion von Thailand, dem so genannten Isan.

## Lage
Der Landkreis Mueang Chaiyaphum liegt am Rand der Khorat-Hochebene, etwa 340 Kilometer nordöstlich der Hauptstadt Bangkok.
Benachbarte Distrikte (von Norden im Uhrzeigersinn): die Amphoe Kaset Sombun, Kaeng Khro und Khon Sawan der Provinz Chaiyaphum, Amphoe Kaeng Sanam Nang und Amphoe Ban Lueam der Provinz Nakhon Ratchasima sowie die Amphoe Noen Sa-nga, Ban Khwao und Nong Bua Daeng wiederum in Chaiyaphum.
Im Landkreis liegen große Teile der beiden Nationalparks Phu Laenkha und Tat Ton.

## Etymologie
Der Name „Chaiyaphum“ leitet sich von den Sanskrit-Wörtern „Jaya“ (Sieg) und „Bhumi“ (Feld, Land, Ort) her und bedeutet etwa „Ort des Sieges“.

## Geschichte
Der Landkreis war schon seit frühesten Tagen Sukhothais eine Durchgangsstation für die Khmer und laotische Truppen. Vielleicht deshalb hat sich hier bereits im 12. Jahrhundert ein Krankenhaus befunden. Später war sie dem lokalen Fürstentum von Nakhon Ratchasima untertan. Der Kommandeur Phraya Phakdi Chumphon sagte sich von dieser Vorherrschaft los und übergab die Stadt (damals noch Ban Luang) 1824 dem König Nang Klao (Rama III.). Zum Dank wurde er das erste Oberhaupt der in Chaiyaphum umbenannten Stadt. Als kurze Zeit später die Laoten einen Angriff auf Bangkok unternahmen, stellte sich ihnen neben anderen auch Phraya Phakdi Chumphon entgegen. Die Laoten wurden zurückgeschlagen, ein Rest konnte jedoch das nur schwach verteidigte Chaiyaphum einnehmen. Bei den anschließenden Gefechten wurde Phraya Chumphon getötet.

## Ausbildung
In Amphoe Mueang Chaiyaphum befindet sich die Rajabhat-Universität Chaiyaphum.

## Verwaltung

### Provinzverwaltung
Der Landkreis Mueang Chaiyaphum ist in 19 Tambon („Unterbezirke“ oder „Gemeinden“) eingeteilt, die sich weiter in 223 Muban („Dörfer“) unterteilen.
| Nr.  | Name          | Thai      | Muban | Einw.  |
| ---- | ------------- | --------- | ----- | ------ |
| 01.  | Nai Mueang    | ในเมือง    | 0-    | 37.135 |
| 02.  | Rop Mueang    | รอบเมือง   | 04    | 03.595 |
| 03.  | Phon Thong    | โพนทอง    | 12    | 08.944 |
| 04.  | Na Fai        | นาฝาย     | 19    | 11.712 |
| 05.  | Ban Khai      | บ้านค่าย    | 11    | 12.941 |
| 06.  | Kut Tum       | กุดตุ้ม      | 19    | 11.340 |
| 07.  | Chi Long      | ชีลอง      | 17    | 10.752 |
| 08.  | Ban Lao       | บ้านเล่า    | 15    | 08.754 |
| 09.  | Na Siao       | นาเสียว    | 12    | 07.431 |
| 010. | Nong Na Saeng | หนองนาแซง | 12    | 08.313 |
| 011. | Lat Yai       | ลาดใหญ่    | 10    | 07.089 |
| 012. | Nong Phai     | หนองไผ่    | 14    | 06.634 |
| 013. | Tha Hin Ngom  | ท่าหินโงม   | 11    | 05.969 |
| 014. | Huai Ton      | ห้วยต้อน    | 12    | 10.624 |
| 015. | Huai Bong     | ห้วยบง     | 14    | 08.090 |
| 016. | Non Samran    | โนนสำราญ  | 10    | 07.013 |
| 017. | Khok Sung     | โคกสูง     | 06    | 04.596 |
| 018. | Bung Khla     | บุ่งคล้า     | 12    | 07.686 |
| 019. | Sap Si Thong  | ซับสีทอง    | 13    | 05.894 |

### Lokalverwaltung
Es gibt eine Kommune mit „Stadt“-Status (Thesaban Mueang) im Landkreis:
- Chaiyaphum (เทศบาลเมืองชัยภูมิ)

Es gibt vier Kommunen mit „Kleinstadt“-Status (Thesaban Tambon) im Landkreis:
- Chi Long (Thai: เทศบาลตำบลชีลอง)
- Khok Sung (Thai: เทศบาลตำบลโคกสูง)
- Ban Khai Muen Phaeo (Thai: เทศบาลตำบลบ้านค่ายหมื่นแผ้ว)
- Lat Yai (Thai: เทศบาลตำบลลาดใหญ่)

Außerdem gibt es 19 „Tambon-Verwaltungsorganisationen“ (องค์การบริหารส่วนตำบล – Tambon Administrative Organizations, TAO):
- Rop Mueang (Thai: องค์การบริหารส่วนตำบลรอบเมือง)
- Phon Thong (Thai: องค์การบริหารส่วนตำบลโพนทอง)
- Na Fai (Thai: องค์การบริหารส่วนตำบลนาฝาย)
- Ban Khai (Thai: องค์การบริหารส่วนตำบลบ้านค่าย)
- Kut Tum (Thai: องค์การบริหารส่วนตำบลกุดตุ้ม)
- Ban Lao (Thai: องค์การบริหารส่วนตำบลบ้านเล่า)
- Na Siao (Thai: องค์การบริหารส่วนตำบลนาเสียว)
- Nong Na Saeng (Thai: องค์การบริหารส่วนตำบลหนองนาแซง)
- Lat Yai (Thai: องค์การบริหารส่วนตำบลลาดใหญ่)
- Nong Phai (Thai: องค์การบริหารส่วนตำบลหนองไผ่)
- Tha Hin Ngom (Thai: องค์การบริหารส่วนตำบลท่าหินโงม)
- Huai Ton (Thai: องค์การบริหารส่วนตำบลห้วยต้อน)
- Huai Bong (Thai: องค์การบริหารส่วนตำบลห้วยบง)
- Non Samran (Thai: องค์การบริหารส่วนตำบลโนนสำราญ)
- Bung Khla (Thai: องค์การบริหารส่วนตำบลบุ่งคล้า)
- Sap Si Thong (Thai: องค์การบริหารส่วนตำบลซับสีทอง)